# ヒヌマイトトンボ
ヒヌマイトトンボ（学名：Mortonagrion hirosei）は、トンボ目イトトンボ科に分類されるイトトンボ。1971年に廣瀬誠、小菅次男の両名によって茨城県の涸沼などで発見されたことからこの和名が付けられた。茨城町指定天然記念物。涸沼湖畔にある涸沼自然公園に、このヒヌマイトトンボ由来のイトトンボ橋という吊り橋がある。

## 概要
体長3cmほどの小さなイトトンボ。河口などの汽水域にあるヨシ原などで生活している。
オスの背側には黄緑色の点が4つある。英名の Four-spot Midget はこの特徴から付けられた。また、メスはオレンジ色〜茶褐色であることが特徴である。

## 分布
日本、香港。広東省で1件のみだが、報告例がある。日本では東北から九州にかけて分布しているが、河川改修などによって生息地が減少し、絶滅危惧種に指定されている。また、2011年3月に発生した東日本大震災により、国内最北端であった福島県の生息地は壊滅した可能性もあると考えられている。

## 保全状況評価と保護
- 絶滅危惧IB類 (EN)（環境省レッドリスト）

ヒヌマイトトンボは、とくに日本で個体数を減らしており、各地で保護活動が行われている。例えば三重県では五十鈴川の河口にあったヨシ原を移植して、ヒヌマイトトンボの保護地域として管理している。